# Mirriam Prieß
Mirriam Prieß (* 20. Dezember 1972 in Hamburg) ist eine deutsche Ärztin, Unternehmensberaterin und Buchautorin aus Hamburg, die auf die Behandlungsschwerpunkte bzw. Themen Burnout und Resilienz spezialisiert ist. Bekanntheit erlangte sie durch ihre Definition von Burnout als weniger aus Überlastung, sondern mehr aus fehlenden bzw. gestörten Beziehungen resultierendes Syndrom und durch zahlreiche Bücher zu diesem Thema.

## Leben
Mirriam Prieß studierte an der Universität Hamburg Medizin mit anschließender Promotion im Fachbereich Psychosomatik, wo sie sich frühzeitig mit dem Thema Stress und Angstbewältigung auseinandersetzte.

## Tätigkeit
Seit 2002 praktizierte sie als Ärztin und Therapeutin in einer psychosomatischen Fachklinik in Hamburg, wo sie unter anderem in verantwortlicher Funktion für den Behandlungsschwerpunkt Ängste, Depressionen und Burnout tätig war. In der täglichen Arbeit mit Burnout-Patienten fand Prieß heraus, dass der zentrale Aspekt des Syndroms nicht in Überlastung, sondern in gestörten Beziehungen zu finden ist. Mit dieser Erkenntnis entwickelte sie ein eigenes therapeutisches Behandlungskonzept, richtete ihren Werdegang neu aus und konzentriert sich später mit einer eigenen Praxis in Hamburg auf die ambulante Behandlung von Stresserkrankungen und Führungskräftecoaching. Prieß berät seit 2005 Unternehmen, begleitet sie bei Umstrukturierungs- und Change-Prozessen und führt Einzelcoachings für Führungskräfte im Bereich Konflikt- und Stressmanagement durch. Sie hält Schulungen und Seminare im Bereich Gesundheitsmanagement und in der Burnout-Prävention. Sie war zusätzlich als Fachgutachterin, z. B. zur Beurteilung vorzeitiger Berentungsansprüche bei psychosomatischen Erkrankungen, sowie von 2012 bis 2016 als Lehrbeauftragte an der Brand University of Applied Sciences Hamburg tätig. 2019 gründete sie die Stiftung Dialogstark!, die es sich zum Ziel gesetzt hat, die innere und äußere Dialogfähigkeit von jungen Menschen zu fördern.

## Dialogprinzip
Grundlage ihres Behandlungs- und Beratungskonzepts ist das von ihr entwickelte Dialogprinzip. Es basiert auf der Annahme, dass gelingende Beziehung entscheidende Grundlage für Gesundheit ist. Dies umfasst die zwischenmenschliche Beziehung, die Beziehung zu sich selbst, dem System, wie dem Leben an sich. Krankheit entsteht, wenn Beziehung fehlt oder gestört ist. Voraussetzung für gelingende Beziehung ist Begegnung. Hierfür wiederum braucht es den Dialog. Dialog ist dabei nicht nur als verbale Kommunikationsform zu verstehen, sondern als eine Haltung sich selbst, den Mitmenschen, der Umwelt und den Lebenssystemen, wie dem Leben an sich gegenüber. Für gelingenden Dialog müssen laut Prieß mehrere Voraussetzungen erfüllt sein bzw. gelten folgende Annahmen:
1. Gleichgewicht zwischen Ich, Du und Wir
2. Gleichgewicht zwischen Nehmen und Geben
3. Begegnung entsteht nur auf wesentlicher, nicht auf funktionaler Ebene
4. Elemente des Dialogs: Interesse, Offenheit, Empathie, Augenhöhe, Respekt, Wertschätzung
5. Gelingender innerer Dialog ist die Grundlage für gelingenden äußeren Dialog

## Publikationen
- Zeit für einen Spurwechsel. Wie wir aufhören uns selbst zu blockieren und dem Leben eine neue Richtung geben. Südwest Verlag, München 2018, ISBN 978-3-517-09642-1.
- Resilienz. Das Geheimnis innerer Stärke. Widerstandskraft entwickeln und authentisch leben. Südwest Verlag, München 2016, ISBN 978-3-517-09368-0.
- Finde zu Dir selbst zurück. Wirksame Wege aus dem Burnout. Südwest Verlag, München 2014, ISBN 978-3-517-09249-2.
- Burnout kommt nicht nur von Stress. Warum wir wirklich ausbrennen – und wie wir zu uns selbst zurückfinden. Südwest Verlag, München 2013, ISBN 978-3-517-08881-5.